# Список эпизодов телесериала «Перри Мейсон»
Список серий американского телесериала «Перри Мейсон» производства Paisano Productions, транслировавшегося с сентября 1957 года по май 1966 года. Главный герой сериала адвокат Перри Мейсон (англ. Perry Mason), персонаж книг Эрла Стэнли Гарднера.

## Обзор сезонов
| Сезон | Серии | Серии | Даты показа      | Даты показа     |
| Сезон | Серии | Серии | Первая серия     | Последняя серия |
| ----- | ----- | ----- | ---------------- | --------------- |
| 1     | 39    | 39    | 21 сентября 1957 | 28 июня 1958    |
| 2     | 30    | 30    | 20 сентября 1958 | 27 июня 1959    |
| 3     | 26    | 26    | 3 октября 1959   | 11 июня 1960    |
| 4     | 28    | 28    | 17 сентября 1960 | 10 июня 1961    |
| 5     | 30    | 30    | 2 сентября 1961  | 26 мая 1962     |
| 6     | 28    | 28    | 27 сентября 1962 | 16 мая 1963     |
| 7     | 30    | 30    | 26 сентября 1963 | 21 мая 1964     |
| 8     | 30    | 30    | 24 сентября 1964 | 13 мая 1965     |
| 9     | 30    | 30    | 12 сентября 1965 | 22 мая 1966     |

## Эпизоды

### Сезон 1 (1957—1958)
| № общий | № в сезоне | Название                                                                   | Режиссёр           | Автор сценария                                 | Дата премьеры    |
| --- | ---------- | -------------------------------------------------------------------------- | ------------------ | ---------------------------------------------- | ---------------- |
| 1 | 1          | «The Case of the Restless Redhead» «Дело рыжеволосой официантки»           | Уильям Д. Расселл  | Расселл С. Хьюс                                | 21 сентября 1957 |
| По одноимённой новелле Э. С. Гарднера (1954). К адвокату Перри Мейсону по телефону обращается Эвелин Бегби, которой подкинули заряженный револьвер. По совету адвоката женщина уезжает из меблированных комнат, где проживала в последнее время, но по дороге её начинает преследовать некто, скрывающий лицо под белым капюшоном. Когда преследователь поравнялся с ней, Эвелин выстрелила в мужчину из револьвера. |            |                                                                            |                    |                                                |                  |
| 2 | 2          | «The Case of the Sleepwalker's Niece» «Дело племянницы сомнамбулы»         | Уильям Д. Расселл  | Лоуренс Маркс, Джин Вонг                       | 28 сентября 1957 |
| По одноимённой новелле Э. С. Гарднера (1936). Развод — дело обычное, правда, причины развода могут быть весьма экзотическими. Так, жена подала на расторжение брака, решив, что страдающий лунатизмом муж симулирует недуг, стремясь под благовидным предлогом убить её. Правда, с каких-то пор не последнюю роль в процессе развода начал играть партнёр мужа в бизнесе, а по совместительству — любовник жены. |            |                                                                            |                    |                                                |                  |
| 3 | 3          | «The Case of the Nervous Accomplice» «Дело нервного сообщника»             | Уильям Д. Расселл  | Стирлинг Силлифант                             | 5 октября 1957   |
| По одноимённой новелле Э. С. Гарднера (1955). Жена узнаёт, что муж изменяет ей с сексапильной блондинкой. Она нанимает адвоката Перри Мейсона. Но только не для того, чтобы развестись, а чтобы сохранить брак. Путь к этому лежит через покупку акций компании, которая собирается искать нефть на участке, предназначенном под застройку жилого квартала. |            |                                                                            |                    |                                                |                  |
| 4 | 4          | «The Case of the Drowning Duck» «Дело тонущей утки»                        | Уильям Д. Расселл  | Эл К. Уорд                                     | 12 октября 1957  |
| По одноимённой новелле Э. С. Гарднера (1942). Логан-Сити небольшой городок, жители которого растят и копают картошку и свёклу. Но живёт тут и мистер Брикс, который «копает» информацию. Та информация, что у него есть сейчас, позволяет ему требовать пять тысяч долларов у миссис Адамс, которая очень хотела бы сохранить в тайне свой семейный секрет. |            |                                                                            |                    |                                                |                  |
| 5 | 5          | «The Case of the Sulky Girl» «Дело взбалмошной девчонки»                   | Кристиан Найби     | Гарольд Свантон                                | 19 октября 1957  |
| По одноимённой новелле Э. С. Гарднера (1933). Эдвард Нортон — строгий опекун собственной племянницы, несколько лет назад потерявшей обоих своих родителей. И хоть наследство у племянницы приличное (целый миллион), было бы нелепо обвинять «дядю Эдварда» в каких-либо махинациях, поскольку он патологически честный человек. Единственное, что раздражает девушку — это его суровость и нежелание потакать её прихотям. А тем более, её желанию выйти замуж. Может, девушке стоит рассчитывать на помощь известного адвоката? |            |                                                                            |                    |                                                |                  |
| 6 | 6          | «The Case of the Silent Partner» «Дело молчаливого партнёра»               | Кристиан Найби     | Дональд С. Санфорд                             | 26 октября 1957  |
| По одноимённой новелле Э. С. Гарднера (1940). Выращивать орхидеи выгодно, но и опасно. Всегда найдётся кто-то, кто захочет стать твоим партнёром. Вслед за его предложением, которое, конечно, будет отвергнуто, может последовать мошенничество в карты, отравленные конфеты, убийство, пожар. Ну как тут удержаться и не обратиться за помощью к адвокату? |            |                                                                            |                    |                                                |                  |
| 7 | 7          | «The Case of the Angry Mourner» «Дело разгневанной плакальщицы»            | Уильям Д. Расселл  | Френсис Кокрелл                                | 2 ноября 1957    |
| По одноимённой новелле Э. С. Гарднера (1951). Мать должна защищать дочь, если считает, что её репутации может быть нанесён урон. Или если дочь попробуют обвинить в убийстве. Ах, как трогательны, но в то же время как нелепы все эти попытки обеспокоенной матери скрыть следы на месте преступления. Теперь единственное, что может уберечь её и дочь от вроде бы объективных обвинений — это обращение за помощью к Перри Мейсону. Последняя надежда оправдаться... |            |                                                                            |                    |                                                |                  |
| 8 | 8          | «The Case of the Crimson Kiss» «Дело кровавого поцелуя»                    | Кристиан Найби     | Джоэл Муркотт, Уолтер Донигер, Милтон Гейгер   | 9 ноября 1957    |
| По одноимённому рассказу Э. С. Гарднера (1948). Что-то неладное происходит в «Ветвях мандрагоры». Заштатная гостиница, где снимают комнаты не слишком обеспеченные люди или те, кто желают скрыть свои внебрачные связи. Перри Мейсону, попавшему в гостиницу по звонку своей давней знакомой, необходимо понять, как защитить племянницу знакомой, которая, по всем уликам, убила своего любовника и чуть не отравила себя и соседку по комнате барбитуратами. Зачем ей всё это, если через несколько дней у неё должна состояться свадьба, о которой можно только мечтать? |            |                                                                            |                    |                                                |                  |
| 9 | 9          | «The Case of the Vagabond Vixen» «Дело бродячей лисицы»                    | Кристиан Найби     | Эл К. Уорд                                     | 16 ноября 1957   |
| По одноимённой новелле Э. С. Гарднера (1948). Основной вывод, который следует из этой истории: «Мужчины, если видите, что на шоссе голосует симпатичная молодая женщина — ни за что не останавливайтесь и не подвозите её!» Она может оказаться аферисткой и шантажистом, чьи действия доведут не только до опустошения кошелька доброхота, но могут также поспособствовать его гибели. |            |                                                                            |                    |                                                |                  |
| 10 | 10         | «The Case of the Runaway Corpse» «Дело о сбежавшем трупе»                  | Кристиан Найби     | Мэлвин Уэлд, Джек Якобс                        | 23 ноября 1957   |
| По одноимённой новелле Э. С. Гарднера (1954). Адвокат Перри Мейсон вынужден помогать женщине, которую подозревают в убийстве (с помощью отравления мышьяком) собственного мужа. Но вот же какое дело — труп мужа сбежал из мотеля, где местный врач констатировал его смерть и запер комнату на ключ. Что за странности творятся в этих придорожных заведениях? Ещё запутанней становится ситуация, когда труп всё же находят, как и положено, в могиле, но только не на кладбище, а на периферийной дороге. |            |                                                                            |                    |                                                |                  |
| 11 | 11         | «The Case of the Crooked Candle» «Дело о наклонённой свече»                | Кристиан Найби     | Роберт Тэллман                                 | 30 ноября 1957   |
| По одноимённой новелле Э. С. Гарднера (1944). Каково же было удивление миссис Бредфорд, когда в салоне красоты она вдруг узнала, что существует вторая миссис Бредфорд, у которой, к тому же, есть ключ от дома, принадлежащего им с мужем! А муж, как назло, куда-то уехал. Нет, решительно невозможно находиться в доме одной, зная, что кто-то ещё может ночью забраться в жилище. И миссис Бредфорд покидает дом, чтобы на следующее утро узнать, что её муж убит на борту яхты. |            |                                                                            |                    |                                                |                  |
| 12 | 12         | «The Case of the Negligent Nymph» «Дело о небрежной нимфе»                 | Кристиан Найби     | Ричард Грей                                    | 7 декабря 1957   |
| По одноимённой новелле Э. С. Гарднера (1950). Бутылка с запиской о предполагаемом убийстве, выброшенная на берег. Любой разумный человек, нашедший её, может рассчитывать на вознаграждение, обратившись к лицу, указанному в записке как убийца. И пусть потом он сам выкручивается из ситуации. Если, конечно, сумеет выжить. |            |                                                                            |                    |                                                |                  |
| 13 | 13         | «The Case of the Moth-Eaten Mink» «Дело об изъеденной молью норковой шубе» | Тед Пост           | Лоуренс Маркс, Бен Старр                       | 14 декабря 1957  |
| По одноимённой новелле Э. С. Гарднера (1951). Не дай бог стать подозреваемым в деле об убийстве полицейского! Вряд ли удастся спастись бегством, запутать следы, «залечь на дно». Выследят, поймают, предадут суду. Против полицейского преследования есть одна защита — вовремя обратиться к хорошему адвокату. Да не к кому-нибудь, а к самому Перри Мейсону. |            |                                                                            |                    |                                                |                  |
| 14 | 14         | «The Case of the Baited Hook» «Дело о крючке с наживкой»                   | Кристиан Найби     | Ричард Грей                                    | 21 декабря 1957  |
| По одноимённой новелле Э. С. Гарднера (1940). Ночью адвокат Перри Мейсон вынужден принять дома двух клиентов (мужчину и скрывающую лицо женщину), которые не говорят своих имён, не объясняют, ради чего его нанимают, но дают аванс в две тысячи долларов и половину десятитысячной купюры. Вторую половину Мейсон должен получить тогда, когда в его услугах возникнет необходимость. Однако адвокат не умеет выжидать, он тут же начинает своё расследование. |            |                                                                            |                    |                                                |                  |
| 15 | 15         | «The Case of the Fan Dancer's Horse» «Дело о лошади танцовщицы»            | Уильям Д. Расселл  | Стирлинг Силлифант                             | 28 декабря 1957  |
| По одноимённой новелле Э. С. Гарднера (1947). Стоило Перри Мейсону и его секретарю Делле Стрит помочь женщине, попавшей на своей машине в аварию, как они тут же вляпались в странную историю, в которой фигурируют веера и туфли (как атрибуты для танца), вроде бы раненая пегая лошадь-семилетка и две танцовщицы, носящие одно имя. Но самая главная неожиданность таилась в гостиничном номере, за которым была установлена неусыпная слежка детективов, нанятых Перри, — труп мужчины. |            |                                                                            |                    |                                                |                  |
| 16 | 16         | «The Case of the Demure Defendant» «Дело о скромной подзащитной»           | Ласло Бенедек      | Бен Брэди, Ричард Грей                         | 4 января 1958    |
| По одноимённой новелле Э. С. Гарднера (1956). Дядя, желчный и наглый старик, страдающий сердечными болезнями, третирует племянницу и не позволяет ей выйти замуж, обещая в случае неповиновения послать жениху какие-то компрометирующие девушку бумаги. Ей остаётся лишь страдать и продолжать ухаживать за капризной развалиной. В какой-то момент в руки племянницы попадают таблетки с цианистым калием. Такая возможность освободиться от влияния семейного тирана! |            |                                                                            |                    |                                                |                  |
| 17 | 17         | «The Case of the Sun Bather's Diary» «Дело об украденном дневнике»         | Тед Пост           | Джин Вонг                                      | 11 января 1958   |
| По одноимённой новелле Э. С. Гарднера (1955). Девять месяцев назад Фрэнк Доулинг был осуждён за кражу крупной суммы денег из банка «Коммерческая безопасность», а сегодня его дочь Арлин оказалась в затруднительном положении: она загорала топлесс на поляне, когда её трейлер (вместе с одеждой и другими вещами) кто-то похитил. Теперь Перри Мейсон должен не только привезти девушке одежду, но и постараться найти пропавший трейлер, в котором среди прочего хранится дневник Арлин, а в дневнике, быть может, есть разгадка преступления девятимесячной давности. |            |                                                                            |                    |                                                |                  |
| 18 | 18         | «The Case of the Cautious Coquette» «Дело осторожной кокетки»              | Ласло Бенедек      | Лео Таунсенд, Джин Вонг                        | 18 января 1958   |
| По одноимённой новелле Э. С. Гарднера (1949). Муж шантажирует жену, отказывая ей в разводе. Если в ближайшее время женщина не получит развод, может сорваться её брак с другим мужчиной, совладельцем крупного бизнеса. Параллельно Перри Мейсон ведёт дело парня, пострадавшего в автомобильной аварии. Обе истории перепутываются таким образом, что известному адвокату приходится заодно раскрывать два убийства. |            |                                                                            |                    |                                                |                  |
| 19 | 19         | «The Case of the Haunted Husband» «Дело о преследуемом муже»               | Льюис Аллен        | Джин Вонг                                      | 25 января 1958   |
| По одноимённой новелле Э. С. Гарднера (1941). На дороге случилась авария с жертвами, в аварии обвиняют девушку, якобы угнавшую автомобиль известного кинопродюсера. По просьбе подруги девушки Перри Мейсон берётся защищать обвиняемую. Однако в ходе дела обвинение переквалифицируется, поскольку погибает тот, кто, возможно, на самом деле был за рулём совершившего аварию автомобиля. И на подозрении снова та же самая девушка. Только Перри Мейсон не верит в её вину. Возможно, при расследовании случившегося ему помогут рубашка с пятном от помады и маленькое пёрышко из подушки. |            |                                                                            |                    |                                                |                  |
| 20 | 20         | «The Case of the Lonely Heiress» «Дело об одинокой наследнице»             | Ласло Бенедек      | Дональд С. Санфорд                             | 1 февраля 1958   |
| По одноимённой новелле Э. С. Гарднера (1948). Объявление в журнале для людей, ищущих себе пару, вызвало ажиотаж среди холостяков, каждый из которых полагал, что красавица с наследством — это именно то, что он давно искал. Но, похоже, первым к финишу пришёл увалень-ковбой, не ставший юлить и обманывать, а прямо сказавший девушке, что его главная цель — её наследство. И, как ни странно, девушке его прямота понравилась. Дело вовсю продвигается к свадьбе, однако у ковбоя обнаруживается много недоброжелателей... |            |                                                                            |                    |                                                |                  |
| 21 | 21         | «The Case of the Green-eyed Sister» «Дело о зеленоглазой сестре»           | Кристиан Найби     | Ричард Грей                                    | 8 февраля 1958   |
| По одноимённой новелле Э. С. Гарднера (1953). Детектив Вест уже десять лет идёт по следам двух сообщников, обокравших Техасский национальный банк, но выкрутившихся из ситуации. Сейчас у детектива есть железный аргумент — плёнка с записью разговора, из которого следует, что в ограблении участвовали именно эти двое. Однако Вест не собирается сдавать воров в полицию. Не лучше ли их шантажировать и попробовать «нагреться» на этом?.. |            |                                                                            |                    |                                                |                  |
| 22 | 22         | «The Case of the Fugitive Nurse» «Дело беглой медсестры»                   | Ласло Бенедек      | Эл К. Уорд, Джин Вонг                          | 15 февраля 1958  |
| По одноимённой новелле Э. С. Гарднера (1954). С кем может изменять жене доктор? Конечно, со своей медсестрой. И жена готова терпеть эти измены, если только дело не зайдёт слишком далеко. Но в этот раз, судя по всему, дело зашло дальше некуда. Муж скрыл от жены крупную сумму денег, собираясь использовать её без ведома жены. Уж не собрался ли он бежать с медсестрой в Мексику? Необходимо срочно нанимать адвоката! |            |                                                                            |                    |                                                |                  |
| 23 | 23         | «The Case of the One-eyed Witness» «Дело одноглазой свидетельницы»         | Кристиан Найби     | Роберт К. Деннис                               | 22 февраля 1958  |
| По одноимённой новелле Э. С. Гарднера (1950). Тысяча долларов в месяц — вот плата шантажисту, который знает кое-какие детали в истории её семьи. Точнее, в истории её брата, который когда-то в юности совершил непоправимый поступок. Брат на свободе, но вечно это продолжаться не сможет, если его выдадут полиции. И значит, надо платить снова и снова. Или есть другой способ решить ситуацию?.. |            |                                                                            |                    |                                                |                  |
| 24 | 24         | «The Case of the Deadly Double» «Дело о беспощадном двойнике»              | Эндрю В. Маклаглен | Сэмюель Ньюман                                 | 1 марта 1958     |
| Удивительное дело: шизофрения, раздвоение личности, есть как признанный медициной факт, но в юридической практике это не является аргументом. Пусть медики сколько угодно утверждают, что в одном теле могут обретаться сразу две личности, в суде это не может быть использовано. И как тогда быть женщине, добропорядочной матери и верной жене, если время от времени её место занимает пьяница-кокетка, которая любит не мужа, а совсем другого человека? А ведь все улики указывают на то, что мужа убила именно она. Но кто же точно — кокетка или жена? |            |                                                                            |                    |                                                |                  |
| 25 | 25         | «The Case of the Empty Tin» «Дело о пустой жестянке»                       | Эндрю В. Маклаглен | Силиг Лестер                                   | 8 марта 1958     |
| По одноимённой новелле Э. С. Гарднера (1941). Хокинс 25 лет пробыл в Китае, нажив за эти годы приличное состояние. Но он погиб, и вот уже распорядитель наследства ищет в Америке дочь, ожидая от претендентки каких-то особенных доказательств своего родства с Хокинсом. Есть две возможные наследницы. Кого из них предпочесть? Как понять, кто из девушек настоящая дочь погибшего? Возможно, распорядитель наследства и смог бы решить эту задачку, если остался бы жив… |            |                                                                            |                    |                                                |                  |
| 26 | 26         | «The Case of the Half-Wakened Wife» «Дело спящей жены»                     | Энтон М. Лидер     | Стенли Нисс                                    | 15 марта 1958    |
| По одноимённой новелле Э. С. Гарднера (1945). Фрэнк, работник семьи Шелби, хороший человек. Ему нравится его работа: не очень хлопотная, не самая продолжительная. И всегда найдётся время предаться своей страсти — писательству. А ещё Фрэнку нравится быть рядом с миссис Шелби, которая, судя по всему, отвечает ему взаимностью. Вот только мистеру Шелби их отношения совсем не по-нраву. Такое впечатление, что он задумал недоброе. Все ли переживут ближайшую ночь? |            |                                                                            |                    |                                                |                  |
| 27 | 27         | «The Case of the Desperate Daughter» «Дело отчаявшейся дочери»             | Артур Хиллер       | Джин Вонг, Дональд С. Санфорд                  | 22 марта 1958    |
| В семье Баннистер назревает неразрешимая проблема. Миссис Баннистер, в своё время получившая американское гражданство по фальшивым документам, рискует быть депортированной. Человек, прибывший в США, чтобы вернуть беглянку на родину, готов на всё, чтобы выполнить свою миссию. Он только не готов противостоять напору молодой мисс Баннистер, падчерицы, готовой ради мачехи, её счастья, стать даже любовницей нелюбимого человека. |            |                                                                            |                    |                                                |                  |
| 28 | 28         | «The Case of the Daring Decoy» «Дело отчаянной приманки»                   | Энтон М. Лидер     | Силиг Лестер                                   | 29 марта 1958    |
| По одноимённой новелле Э. С. Гарднера (1957). Как много, порой, зависит от маленьких людей, которые изо дня в день выполняют свою незаметную работу. Иногда даже скромная лифтёрша может оказать огромную услугу богатому и успешному человеку, вдруг попавшему в затруднительную ситуацию. Именно наблюдательность девушки, узнававшей людей не в лицо, а по обуви, помогла Перри Мейсону раскрыть очередное преступление. |            |                                                                            |                    |                                                |                  |
| 29 | 29         | «The Case of the Hesitant Hostess» «Дело одной танцовщицы»                 | Кристиан Найби     | Эл К. Уорд                                     | 5 апреля 1958    |
| По одноимённой новелле Э. С. Гарднера (1953). Жесток мир красоты и танцев. Он манит и дразнит, заставляя желать оказаться его частью. Но стоит только войти сюда, и тут же чувствуешь на себе всю его беспощадность. Танцовщицы и красотки. Они часто выезжают в зарубежные турне… чтобы на обратном пути в своих личных вещах провести героин. А если кто-то из них что-то разузнает и начнёт шантажировать начальство, за их жизнь нельзя дать и ломанного цента. |            |                                                                            |                    |                                                |                  |
| 30 | 30         | «The Case of the Screaming Woman» «Дело плачущей женщины»                  | Эндрю В. Маклаглен | Дик Стенджер, Джин Вонг                        | 26 апреля 1958   |
| По одноимённой новелле Э. С. Гарднера (1957). Что скрывает журнал, выкраденный из частной клиники доктора Барнса? Наверное, что-то важное, поскольку позволяет миссис Дэвис, ведущей популярную колонку в газете, шантажировать доктора и его помощницу мисс Уолш. Только шантаж не удался, вернее, удался не в полной мере, поскольку миссис Дэвис погибла. Кто понесёт ответственность за гибель известной журналистки? |            |                                                                            |                    |                                                |                  |
| 31 | 31         | «The Case of the Fiery Fingers» «Дело старой сиделки»                      | Артур Маркс        | Лоуренс Маркс                                  | 3 мая 1958       |
| По одноимённой новелле Э. С. Гарднера (1951). Жена не подозревает измену мужа, она знает о ней достоверно, поскольку нашла письма любовницы и перепрятала их. Она также подслушивает телефонные разговоры мужа и любовницы по параллельному аппарату. Наверное, пришло время изменить завещание, чтобы неверному муженьку в любом случае ничего из наследства не досталось. Но только успеет ли она подготовить новое завещание? Ведь яд для неё уже куплен… |            |                                                                            |                    |                                                |                  |
| 32 | 32         | «The Case of the Substitute Face» «Дело подставного лица»                  | Уильям Д. Расселл  | Фрэнсис Кокрелл                                | 10 мая 1958      |
| По одноимённой новелле Э. С. Гарднера (1938). В кои-то веки Перри Мейсон и Делла Стрит не в своём офисе и не в зале суда. Они возвращаются в Лос-Анджелес из Канады на океанском лайнере. В пути они знакомятся с некоторыми людьми, которые вот-вот станут участниками новой драмы: с мнимым самоубийством, подкупом присяжного, сменой личин и, в конце концов, с настоящим убийством. В расследовании преступления Мейсону пытаются мешать все, даже дочь его подзащитной. Однако истина всё же будет установлена. |            |                                                                            |                    |                                                |                  |
| 33 | 33         | «The Case of the Long-Legged Models» «Дело длинноногих моделей»            | Энтон М. Лидер     | Силиг Лестер                                   | 17 мая 1958      |
| По одноимённой новелле Э. С. Гарднера (1958). Давнишний клиент Перри Мейсона Майкл Гарвин (считается старшим, поскольку есть ещё его сын Майкл Гарвин-младший) просит защитить его подопечную Стефани Фолкнер, которую обвиняют в убийстве Джорджа Касла, человека сомнительной репутации да к тому же подозреваемого в убийстве отца Стефани. В результате расследования дела суд едва не «заблудился в трёх соснах», пытаясь разобраться, из какого пистолета (из трёх наличествующих) был убит Касл. |            |                                                                            |                    |                                                |                  |
| 34 | 34         | «The Case of the Gilded Lily» «Дело о позолоченной серьге»                 | Эндрю В. Маклаглен | Ричард Грей, Джин Вонг                         | 24 мая 1958      |
| По одноимённой новелле Э. С. Гарднера (1956). Опасное это дело — страсть. Состоятельный человек Стюарт Брент влюбился, как мальчишка. Лишь две недели он был знаком с Энни Роан, встретив её в Лас-Вегасе, а уже повёл под венец. Благо, в столице игорного бизнеса это делается запросто. Но вот проблема — Стюарт не знает, кем была Энни раньше. Зато о её не самом безупречном прошлом хорошо осведомлён некий Артур Бинни, который предложил Бренту выкупить статью об Энни за 30 тысяч долларов. В случае отказа Бинни грозился опубликовать скандальный материал в своём журнальчике. Брент готов пойти на сделку, но неожиданно он оказался втянут в тёмную историю убийства Артура Бинни.               |            |                                                                            |                    |                                                |                  |
| 35 | 35         | «The Case of the Lazy Lover» «Дело ленивого любовника»                     | Уильям Д. Расселл  | Фрэнсис Кокрелл                                | 31 мая 1958      |
| По одноимённой новелле Э. С. Гарднера (1947). Бертранда Оланда не любили многие. И многие желали ему смерти. Но осуществил убийство кто-то один. Но кто? Неужели его жена, которая так искусно прикидывается невинной? Ведь все улики указывают на неё. И что же в этих уликах не даёт покоя адвокату Перри Мейсону? Ага, следы! Необходимо понять логику развития событий. Именно этим и занимается Мейсон во время судебного процесса — собирает всё в единую логическую цепочку. Кто-то из этой цепи событий обязательно выпадет. Тот, кто убил Оланда. |            |                                                                            |                    |                                                |                  |
| 36 | 36         | «The Case of the Prodigal Parent» «Дело блудных родителей»                 | Артур Маркс        | Силиг Лестер, Джин Вонг                        | 10 июня 1958     |
| Так бывает — чтобы найти преступника и мотив для убийства, следует для начала определить все родственные связи замешанных в деле людей. Например, узнать, кто родители девушки, которую стремился вернуть (и довольно грубо это делал) её бывший парень в день собственной гибели. Возможно, именно отец вступился за дочь и убил приставучего наглеца. |            |                                                                            |                    |                                                |                  |
| 37 | 37         | «The Case of the Black-eyed Blonde» «Дело о блондинке с подбитым глазом»   | Роджер Кей         | Джин Вонг                                      | 14 июня 1958     |
| По одноимённой новелле Э. С. Гарднера (1944). Блондинок в этой истории несколько, но «посчастливилось» попасть под подозрение в убийстве только той, у которой совсем недавно появился под глазом синяк. Однако, с другой стороны — у блондинки с синяком не так всё плохо, ведь на её защиту встал Перри Мейсон. Только он в состоянии разобраться во всех хитросплетениях усыновления маленького мальчика Бобби, из-за которого пострадало не менее трёх светловолосых женщин. |            |                                                                            |                    |                                                |                  |
| 38 | 38         | «The Case of the Terrified Typist» «Дело перепуганной машинистки»          | Эндрю В. Маклаглен | Роберт К. Деннис, Филипп Макдональд, Бен Брэди | 21 июня 1958     |
| По одноимённой новелле Э. С. Гарднера (1956). Алмазы. Те самые «камушки», ради которых люди готовы на обман, бесчестные поступки, кражи, подлоги, даже на убийство. Вот и на этот раз причиной гибели курьера и воспоследовавшей за этим цепи продуманных событий стали южноафриканские алмазы. Всё указывает на то, что убил и избавился от трупа (попытавшись его утопить) Дуэйн Джефферсон, подзащитный Перри Мейсона. Так его или не его видели на лодочном пирсе с трупом? Он или не он был тем человеком, который приходил к курьеру в день его гибели?.. Чем больше раскручивается клубок, тем больше вопросов возникает. Например: А того ли человека называют Дуэйном Джефферсоном?                     |            |                                                                            |                    |                                                |                  |
| 39 | 39         | «The Case of the Rolling Bones» «Дело о сведении счётов»                   | Роджер Кей         | Джин Вонг                                      | 28 июня 1958     |
| По одноимённой новелле Э. С. Гарднера (1939). История началась на Аляске 30 лет назад, когда один из её участников, Дэниел Рид, убил своего напарника Монти Сьюэла. Да, они нашли золотую жилу и им было что делить. Да, он убил в целях самообороны, но попробуй кому докажи. И вот, спрятав труп в снег и сказав соседям, что Монти уехал в Сиэтл по делу, Дэниел вскоре и сам покинул Аляску, перебравшись в Лос-Анджелес. И вот сейчас Дэниела шантажирует некто Мори Льюис, обещающий поведать о преступлении Рида властям, если тот откажется выплатить ему кругленькую сумму. Однако на деньги Рида имеют виды и его племянник с женой, которые решили избавиться от дяди, спрятав его в частную клинику… |            |                                                                            |                    |                                                |                  |

### Сезон 2 (1958—1959)
| № общий | № в сезоне | Название                                                                | Режиссёр           | Автор сценария                   | Дата премьеры    |
| --- | ---------- | ----------------------------------------------------------------------- | ------------------ | -------------------------------- | ---------------- |
| 40 | 1          | «The Case of the Corresponding Corpse» «Дело о соответствии трупа»      | Артур Маркс        | Дон Бринкли, Джин Вонг           | 20 сентября 1958 |
| Что за удача выжить в катастрофе! Ну, пусть не выжить, пусть просто не попасть в неё. Вот билет на самолёт, а самолёт уже в небе над Атлантикой. А через какое-то время рухнет в океан, и никто не спасётся. Зато ты цел. И никто об этом не знает! Можно сменить имя, уехать жить к чёрту на кулички. Зато жена, с которой у тебя в последнее время нелады, получит кругленькую сумму от страховой компании. Жизнь начинается с нуля на новом месте. Есть девушка, и тебе с ней очень хорошо. Размеренная жизнь. Да к тому же у тебя вдруг обнаружился талант художника. Чем не идиллия?.. Только почему так неуютно, так тяжело на душе? Почему всё сильней тянет к прежней жене?.. А тут ещё этот сыщик страховой компании со своим нелепым шантажом… |            |                                                                         |                    |                                  |                  |
| 41 | 2          | «The Case of the Lucky Loser» «Дело везучего неудачника»                | Уильям Д. Расселл  | Силиг Лестер                     | 27 сентября 1958 |
| По одноимённой новелле Э. С. Гарднера (1957). Муж едет в командировку в Мексику. Он заядлый археолог, хоть и из весьма обеспеченной семьи. Жена с ним в поезде, но на ближайшей станции сойдёт и вернётся в Лос-Анджелес, поскольку в экспедицию муж её не берёт. Если бы она знала, что об интрижке, которая есть у неё на стороне, уже известно мужу! Если бы знала, что муж тайком последует за ней, когда она со станции поедет на своё очередное свидание!.. Возможно, тогда не случилось бы трагедии. Но — поезд вот-вот совершит запланированную остановку, вот-вот начнёт раскручиваться маховик очередного криминального сюжета. |            |                                                                         |                    |                                  |                  |
| 42 | 3          | «The Case of the Pint-Sized Client» «Дело маленького клиента»           | Базз Кулик         | Герман Эпштейн                   | 4 октября 1958   |
| Для старика Ремзи всё кончено. Никто не поверит, что деньги, которые обнаружили в его квартире, найдены внуком в заброшенном доме, где на следующий день произошло убийство. А ведь кроме этого есть ещё свидетельства, что сам Ремзи («папаша Ремзи», как его пытались окрестить сообщники погибшего) вскрывал сейф в банке, откуда и были изъяты деньги, найденные впоследствии внуком. Всё к одному. Ситуация тупиковая. Помощи ждать неоткуда. Разве что от адвоката Мейсона. |            |                                                                         |                    |                                  |                  |
| 43 | 4          | «The Case of the Sardonic Sergeant» «Дело о язвительном сержанте»       | Уильям Д. Расселл  | Сэмюель Ньюман                   | 11 октября 1958  |
| Эхо Второй мировой войны. На Филиппинах американским военным, опасавшимся успешной атаки врага, пришлось уничтожить крупную сумму денег. Сжигать миллионы было поручено команде из восьми человек. На сегодняшний день в живых из этой команды остались только двое. И один из них, бывший тогда лейтенантом, продолжает служить в армии, правда, теперь в звании майора. В расположении базы, где майор возглавляет финансовую службу, стали появляться денежные купюры из партии, которую должны были уничтожить много лет назад на Филиппинах… |            |                                                                         |                    |                                  |                  |
| 44 | 5          | «The Case of the Curious Bride» «Дело о необычной невесте»              | Артур Маркс        | Джонатан Латимер                 | 18 октября 1958  |
| По одноимённой новелле Э. С. Гарднера (1935). Всё дело в звонке. По крайней мере, хитроумный план адвоката Перри Мейсона подразумевал сбить с толку обвинение, считавшее убийцей шантажиста его жертву, путём замены звонка в квартире убитого. Да, всё дело в звонке и в процессе развода. Развод как раз должен стать тем стимулом, который заставит убийцу сознаться в содеянном. Звонок, развод, чистосердечное признание. И как только у Мейсона хватает ума, логики и знаний человеческой психологии, чтобы выстраивать такие сложные комбинации, загоняя в ловушки как настоящих преступников, так и вечного своего противника окружного прокурора Бюргера?                                                                                       |            |                                                                         |                    |                                  |                  |
| 45 | 6          | «The Case of the Buried Clock» «Дело о зарытых часах»                   | Уильям Д. Расселл  | Френсис Кокрелл                  | 1 ноября 1958    |
| По одноимённой новелле Э. С. Гарднера (1943). «Время зарыть нельзя!» Так заявила Делла Стрит после того, как блистательный Перри Мейсон в очередной раз сумел «откопать» правду, почти не выходя из зала суда. Но до этой фразы пришлось многое узнать или вскрыть, применяя логику и здравый смысл. И спасти от обвинений пожилого врача, которого, согласно имевшимся уликам, был серьёзный резон считать убийцей мужа дочери. А параллельно найти деньги, которые успел спрятать убитый. |            |                                                                         |                    |                                  |                  |
| 46 | 7          | «The Case of the Married Moonlighter» «Дело о женатом трудяге»          | Артур Маркс        | Стенли Нисс, Джин Вонг           | 8 ноября 1958    |
| Почему кому-то всё, а кому-то ничего? Почему один должен трудиться день и ночь, зарабатывая на семью, на лечение маленькой дочери, а денег всё как не было, так и нет? Почему в это же время другой, ни дня не проработав по-настоящему, всегда при деньгах и готов снова просаживать их в покер? Или выигрывать. Как и получилось в этот роковой для него вечер, когда он ввалился в забегаловку вдрызг пьяный, с наглыми претензиями и с карманами, набитыми крупными купюрами. Он всё сделал для того, чтобы его ограбили, а то и убили. |            |                                                                         |                    |                                  |                  |
| 47 | 8          | «The Case of the Jilted Jockey» «Дело о подставленном жокее»            | Уильям Д. Расселл  | Роберт Уорнер Лич, Силиг Лестер  | 15 ноября 1958   |
| Мир букмекерства, ставок на скачках, наживы на человеческих слабостях… Когда на кону стоит немалое состояние, никакие меры для его защиты не покажутся избыточными. Подкупить жокея, чтобы он придержал на финише лошадь? Не проблема! Вколоть лошади-фавориту препарат, чтобы ослабить её? Пожалуйста! Убить человека? Легко!.. Всё на кон, всё ради защиты своих финансовых интересов! |            |                                                                         |                    |                                  |                  |
| 48 | 9          | «The Case of the Purple Woman» «Дело о Женщине в фиолетовом'»           | Герд Освальд       | Роберт Блумфилд, Джин Вонг       | 6 декабря 1958   |
| 49 | 10         | «The Case of the Fancy Figures» «Дело о светских особах»                | Артур Хиллер       | Берри Триверс, Джин Вонг         | 13 декабря 1958  |
| Непростая задача стоит перед Перри Мейсоном (а когда перед ним в сериале стояли простые задачи?) — преодолевая глухое сопротивление высокопоставленных особ, защитить «маленького» человека, который уже отсидел напрасно приличную часть срока, на который его обрекли обман и подтасовки всё тех же богачей. Теперь клиента Мейсона ждёт более суровое наказание, вплоть до казни, если адвокату не удастся разбить доказательную базу обвинения, считающего его убийцей. |            |                                                                         |                    |                                  |                  |
| 50 | 11         | «The Case of the Perjured Parrot» «Дело о лжесвидетельствующем попугае» | Уильям Д. Расселл  | Мэрион Кокрелл                   | 20 декабря 1958  |
| По одноимённой новелле Э. С. Гарднера (1939). И так тоже бывает: на фоне трагедии убийства расцветают отношения двух любящих людей. Правда, чтобы этим отношениям ничто не помешало, требуется срочное вмешательство адвоката, и лучше, если им окажется Перри Мейсон. Только он сможет разобраться в ситуации и на основе мелочей, не вписывающихся в общую картину преступления, найти истинного убийцу. А что же попугай? У этого «повторялы» оказался весьма скверный характер, что позволило Мейсону свидетельства птицы перевести из разряда фактов в разряд забавных курьёзов. |            |                                                                         |                    |                                  |                  |
| 51 | 12         | «The Case of the Shattered Dream» «Дело о разбитой мечте»               | Эндрю В. Маклаглен | Роберт Блумфилд, Силиг Лестер    | 3 января 1959    |
| 52 | 13         | «The Case of the Borrowed Brunette» «Дело о наёмной брюнетке»           | Артур Маркс        | Силиг Лестер                     | 10 января 1959   |
| По одноимённой новелле Э. С. Гарднера (1946). Её наняли изображать другую девушку, очень на неё похожую. И работа-то несложная, но денежная: находиться со своей тётушкой в гостиничном номере и время от времени выходить в рестораны обедать и ужинать в сопровождении мужчины. Да, кто-то за ними следит и это неприятно, однако деньги племяннице и её тётушке очень нужны. Но доработать контракт до конца не удалось, поскольку совершено убийство, в котором обвинены именно они. Теперь вся надежда лишь на Перри Мейсона. |            |                                                                         |                    |                                  |                  |
| 53 | 14         | «The Case of the Glittering Goldfish» «Дело о золотых рыбках»           | Герд Освальд       | Милтон Кримс, Джин Вонг          | 17 января 1959   |
| Недаром рыбок назвали золотыми. Золото они и принесут тому, кто будет иметь рецепт от рыбьих болезней. Правда, нашёл снадобье от недугов один, а завладел правом на его продажу совсем другой — человек наглый, жадный, беспринципный. Одним словом паразит. Правда, и от паразита этого нашлось своё лекарство — убийство. Вот только того ли человека привлекли за преступление? Может, прокурору и следователю в непростом деле как всегда поможет разобраться адвокат Перри Мейсон? |            |                                                                         |                    |                                  |                  |
| 54 | 15         | «The Case of the Foot-Loose Doll» «Дело о кукле-непоседе»               | Уильям Д. Расселл  | Джонатан Латимер                 | 24 января 1959   |
| По одноимённой новелле Э. С. Гарднера (1958). |            |                                                                         |                    |                                  |                  |
| 55 | 16         | «The Case of the Fraudulent Foto» «Дело о фальшивой фотографии»         | Артур Маркс        | Лоуренс Л. Голдмен, Силиг Лестер | 7 февраля 1959   |
| 56 | 17         | «The Case of the Romantic Rogue» «Дело влюблённого мошенника»           | Уильям Д. Расселл  | Джин Вонг                        | 14 февраля 1959  |
| 57 | 18         | «The Case of the Jaded Joker» «Дело отвергнутого комедианта»            | Герд Освальд       | Милтон Кримс, Уильям Л. Стюарт   | 21 февраля 1959  |
| 58 | 19         | «The Case of the Caretaker's Cat» «Дело о коте дворецкого»              | Артур Маркс        | Ричард Макулэй, Силиг Лестер     | 7 марта 1959     |
| По одноимённой новелле Э. С. Гарднера (1935). У стен есть уши. По крайней мере в доме Бакстеров. Иначе как получилось бы, что хитроумно задуманное дело с пожаром, в котором якобы погибает хозяин дома, провалилось с таким треском? Старый Бакстер сгорел по-настоящему, а ведь не должен был! Но может, он погиб вовсе не от огня? Недаром ведь судебный медик обнаружил после вскрытия тела, что убитому дали много (возможно, слишком много) снотворного. Но пусть в этом запутанном деле разбирается адвокат Перри Мейсон. Это его стихия — добывать истину в цейтноте при противодействии всех и вся. |            |                                                                         |                    |                                  |                  |
| 59 | 20         | «The Case of the Stuttering Bishop» «Дело о заикающемся епископе»       | Уильям Д. Расселл  | Джин Вонг                        | 14 марта 1959    |
| По одноимённой новелле Э. С. Гарднера (1936). Какой бы человек отказался от признания себя претендентом на родство с богатым дедом? Да ещё если за него хлопочет епископ, приехавший ради этого из далёкой Австралии. Но всё же Кэрол колебалась, не понимая, как из обычной девушки сможет вдруг стать внучкой миллионера. И оказалось, что не зря она сомневалась, поскольку место будущей наследницы миллионов уже занято другой. И неважно, откуда взялась эта вторая «внучка», главное, что всё складывается в её пользу. Вернее, складывалось. Пока деда не нашли дома убитым. Чем же закончится расследование этого преступления? |            |                                                                         |                    |                                  |                  |
| 60 | 21         | «The Case of the Lost Last Act» «Дело о пропавшем последнем акте»       | Герд Освальд       | Милтон Кримс                     | 21 марта 1959    |
| 61 | 22         | «The Case of the Bedeviled Doctor» «Дело об измученном докторе»         | Артур Маркс        | Джин Вонг                        | 4 апреля 1959    |
| 62 | 23         | «The Case of the Howling Dog» «Дело о воющей собаке»                    | Уильям Д. Расселл  | Силиг Лестер                     | 11 апреля 1959   |
| По одноимённой новелле Э. С. Гарднера (1934). |            |                                                                         |                    |                                  |                  |
| 63 | 24         | «The Case of the Calendar Girl» «Дело о девушке с обложки»              | Артур Маркс        | Силиг Лестер                     | 18 апреля 1959   |
| По одноимённой новелле Э. С. Гарднера (1958). |            |                                                                         |                    |                                  |                  |
| 64 | 25         | «The Case of the Petulant Partner» «Дело обидчивого компаньона»         | Уильям Д. Расселл  | Милтон Кримс, Джин Вонг          | 25 апреля 1959   |
| 65 | 26         | «The Case of the Dangerous Dowager» «Дело об опасной вдове»             | Базз Кулик         | Милтон Кримс                     | 9 мая 1959       |
| По одноимённой новелле Э. С. Гарднера (1937). |            |                                                                         |                    |                                  |                  |
| 66 | 27         | «The Case of the Deadly Toy» «Дело о смертельной игрушке»               | Уильям Д. Расселл  | Силиг Лестер                     | 16 мая 1959      |
| По одноимённой новелле Э. С. Гарднера (1959). |            |                                                                         |                    |                                  |                  |
| 67 | 28         | «The Case of the Spanish Cross» «Дело об Испанском кресте'»             | Артур Маркс        | Роберт Дж. Шоу, Джин Вонг        | 30 мая 1959      |
| 68 | 29         | «The Case of the Dubious Bridegroom» «Дело о незадачливом женихе»       | Уильям Д. Расселл  | Милтон Кримс                     | 13 июня 1959     |
| По одноимённой новелле Э. С. Гарднера (1949). |            |                                                                         |                    |                                  |                  |
| 69 | 30         | «The Case of the Lame Canary» «Дело о хромой канарейке»                 | Артур Маркс        | Силиг Лестер                     | 27 июня 1959     |
| По одноимённой новелле Э. С. Гарднера (1937). |            |                                                                         |                    |                                  |                  |

### Сезон 3 (1959—1960)
| № общий                                       | № в сезоне | Название                                                                                      | Режиссёр            | Автор сценария                     | Дата премьеры   |
| --------------------------------------------- | ---------- | --------------------------------------------------------------------------------------------- | ------------------- | ---------------------------------- | --------------- |
| 70                                            | 1          | «The Case of the Spurious Sister» «Дело о фиктивной сестре»                                   | Артур Маркс         | Морис Зимм                         | 3 октября 1959  |
| 71                                            | 2          | «The Case of the Watery Witness» «Дело о мокром свидетеле»                                    | Ричард Кинон        | Джексон Джиллис                    | 10 октября 1959 |
| 72                                            | 3          | «The Case of the Garrulous Gambler» «Дело болтливого игрока»                                  | Уолтер Грумен       | Джин Вонг                          | 17 октября 1959 |
| По рассказу Э. С. Гарднера.                   |            |                                                                                               |                     |                                    |                 |
| 73                                            | 4          | «The Case of the Blushing Pearls» «Дело о розовом жемчуге»                                    | Ричард Б. Ворф      | Джонатан Латимер                   | 24 октября 1959 |
| 74                                            | 5          | «The Case of the Startled Stallion» «Дело об испуганном жеребце»                              | Уильям Д. Расселл   | Джонатан Латимер                   | 31 октября 1959 |
| 75                                            | 6          | «The Case of the Paul Drake's Dilemma» «Дело о Поле Дрейке, попавшем в безвыходное положение» | Уильям Д. Расселл   | Эл К. Уорд, Джексон Джиллис        | 14 ноября 1959  |
| 76                                            | 7          | «The Case of the Golden Fraud» «Дело о золотой афере»                                         | Херберт Хиршман     | Роберт К. Деннис, Морис Зимм       | 21 ноября 1959  |
| 77                                            | 8          | «The Case of the Bartered Bikini» «Дело о проданных бикини»                                   | Артур Хиллер        | Джером Росс, Джексон Джиллис       | 5 декабря 1959  |
| 78                                            | 9          | «The Case of the Artful Dodger» «Дело о ловком пройдохе»                                      | Артур Маркс         | Роберт К. Деннис, Джексон Джиллис  | 12 декабря 1959 |
| 79                                            | 10         | «The Case of the Lucky Legs» «Дело о счастливых ногах»                                        | Уильям Д. Расселл   | Роберт Блумфилд                    | 19 декабря 1959 |
| По одноимённой новелле Э. С. Гарднера (1934). |            |                                                                                               |                     |                                    |                 |
| 80                                            | 11         | «The Case of the Violent Village» «Дело о накале страстей в маленьком городке»                | Уильям Д. Расселл   | Сэм Элкин, Силиг Лестер            | 2 января 1960   |
| 81                                            | 12         | «The Case of the Frantic Flyer» «Дело отчаянного пилота»                                      | Артур Маркс         | Роберт Блумфилд, Силиг Лестер      | 9 января 1960   |
| 82                                            | 13         | «The Case of the Wayward Wife» «Дело о заблудшей жене»                                        | Уолтер Грумен       | Уильям О'Фаррелл                   | 23 января 1960  |
| 83                                            | 14         | «The Case of the Prudent Prosecutor» «Дело о рассудительном прокуроре»                        | Роберт Эллис Миллер | Джексон Джиллис                    | 30 января 1960  |
| 84                                            | 15         | «The Case of the Gallant Grafter» «Дело о любезном мошеннике»                                 | Артур Маркс         | Сай Салковитц                      | 6 февраля 1960  |
| 85                                            | 16         | «The Case of the Wary Wildcatter» «Дело осторожного спекулянта»                               | Уильям Д. Расселл   | Роберт Блумфилд                    | 20 февраля 1960 |
| 86                                            | 17         | «The Case of the Mythical Monkeys» «Дело о шарфе с обезьянками»                               | Джеральд Майер      | Джонатан Латимер                   | 27 февраля 1960 |
| По одноимённой новелле Э. С. Гарднера (1959). |            |                                                                                               |                     |                                    |                 |
| 87                                            | 18         | «The Case of the Singing Skirt» «Дело о поющей девчонке»                                      | Артур Маркс         | Джексон Джиллис                    | 12 марта 1960   |
| По одноимённой новелле Э. С. Гарднера (1959). |            |                                                                                               |                     |                                    |                 |
| 88                                            | 19         | «The Case of the Bashful Burro» «Дело о застенчивом осле»                                     | Роберт Эллис Миллер | Джонатан Латимер                   | 26 марта 1960   |
| 89                                            | 20         | «The Case of the Crying Cherub» «Дело о плачущем херувиме»                                    | Уильям Д. Расселл   | Джонатан Латимер                   | 9 апреля 1960   |
| 90                                            | 21         | «The Case of the Nimble Nephew» «Дело о ловком племяннике»                                    | Ричард Кинон        | Сай Салковитц, Силиг Лестер        | 23 апреля 1960  |
| 91                                            | 22         | «The Case of the Madcap Modiste» «Дело о безрассудной модистке»                               | Уильям Д. Расселл   | Харольд Свонтон                    | 30 апреля 1960  |
| 92                                            | 23         | «The Case of the Slandered Submarine» «Дело об оклеветанной подводной лодке»                  | Артур Маркс         | Сэмюель Ньюман                     | 14 мая 1960     |
| 93                                            | 24         | «The Case of the Ominous Outcast» «Дело об ужасном городке Ауткаст»                           | Артур Хиллер        | Джексон Джиллис                    | 21 мая 1960     |
| 94                                            | 25         | «The Case of the Irate Inventor» «Дело разозлённого изобретателя»                             | Джеральд Майер      | Френсис Розенвольд, Марианна Мозер | 28 мая 1960     |
| 95                                            | 26         | «The Case of the Flighty Father» «Дело блудного отца»                                         | Уильям Д. Расселл   | Джексон Джиллис                    | 11 июня 1960    |

### Сезон 4 (1960—1961)
| № общий                                       | № в сезоне | Название                                                                      | Режиссёр             | Автор сценария                | Дата премьеры    |
| --------------------------------------------- | ---------- | ----------------------------------------------------------------------------- | -------------------- | ----------------------------- | ---------------- |
| 96                                            | 1          | «The Case of the Treacherous Toupee» «Дело о предательском парике»            | Ричард Кинон         | Морис Зимм                    | 17 сентября 1960 |
| 97                                            | 2          | «The Case of the Credulous Quarry» «Дело о доверчивой жертве»                 | Уильям Д. Расселл    | Сай Салковитц                 | 24 сентября 1960 |
| 98                                            | 3          | «The Case of the Ill-Fated Faker» «Дело о невезучем мошеннике»                | Чарльз Хаас          | Джексон Джиллис               | 1 октября 1960   |
| 99                                            | 4          | «The Case of the Singular Double» «Дело об уникальном двойнике»               | Артур Маркс          | Силиг Лестер, Милтон Гельман  | 8 октября 1960   |
| 100                                           | 5          | «The Case of the Lavender Lipstick» «Дело о лиловой помаде»                   | Джеймс Шелдон        | Джонатан Латимер              | 15 октября 1960  |
| 101                                           | 6          | «The Case of the Wandering Widow» «Дело о блуждающей вдове»                   | Уильям Ф. Клэкстон   | Роберт К. Деннис              | 22 октября 1960  |
| 102                                           | 7          | «The Case of the Clumsy Clown» «Дело о неуклюжем клоуне»                      | Эндрю В. Маклаглен   | Сэмюель Ньюман                | 5 ноября 1960    |
| 103                                           | 8          | «The Case of the Provocative Protege» «Дело о соблазнительной протеже»        | Ласло Бенедек        | Герман Эпштейн, Силиг Лестер  | 12 ноября 1960   |
| 104                                           | 9          | «The Case of the Nine Dolls» «Дело о девяти куклах»                           | Уильям Ф. Клэкстон   | Джонатан Латимер              | 19 ноября 1960   |
| 105                                           | 10         | «The Case of the Loquacious Liar» «Дело говорливого лжеца»                    | Артур Маркс          | Майкл Моррис                  | 3 декабря 1960   |
| 106                                           | 11         | «The Case of the Red Riding Boots» «Дело о красных сапогах для верховой езды» | Ласло Бенедек        | Гарольд Свантон               | 10 декабря 1960  |
| 107                                           | 12         | «The Case of the Larcenous Lady» «Дело леди-воровки»                          | Джеймс Шелдонис      | Сай Салковитц, Силиг Лестер   | 17 декабря 1960  |
| 108                                           | 13         | «The Case of the Envious Editor» «Дело о завистливом издателе»                | Ласло Бенедек        | Милтон Кримс                  | 7 января 1961    |
| 109                                           | 14         | «The Case of the Resolute Reformer» «Дело о решительном реформаторе»          | Артур Маркс          | Сэмюель Ньюман                | 14 января 1961   |
| 110                                           | 15         | «The Case of the Fickle Fortune» «Дело о переменчивой фортуне»                | Ласло Бенедек        | Гленн П. Вольф, Сол Стейн     | 21 января 1961   |
| 111                                           | 16         | «The Case of the Waylaid Wolf» «Дело о волке, попавшем в засаду»              | Джин Фаулер, младший | Джонатан Латимер              | 4 февраля 1961   |
| По одноимённой новелле Э. С. Гарднера (1960). |            |                                                                               |                      |                               |                  |
| 112                                           | 17         | «The Case of the Wintry Wife» «Дело о холодной жене»                          | Артур Маркс          | Сэмюель Ньюман                | 18 февраля 1961  |
| 113                                           | 18         | «The Case of the Angry Dead Man» «Дело о рассерженном мертвеце»               | Артур Маркс          | Майкл Моррис                  | 25 февраля 1961  |
| 114                                           | 19         | «The Case of the Blind Man's Bluff» «Дело о блефующем слепце»                 | Артур Маркс          | Эдриан Гендот, Сэмюель Ньюман | 11 марта 1961    |
| 115                                           | 20         | «The Case of the Barefaced Witness» «Дело о безбородом свидетеле»             | Ласло Бенедек        | Роберт К. Деннис              | 18 марта 1961    |
| 116                                           | 21         | «The Case of the Difficult Detour» «Дело о спорном объезде»                   | Джон Пейсер          | Сай Салковитц, Сэмюель Ньюман | 25 марта 1961    |
| 117                                           | 22         | «The Case of the Cowardly Lion» «Дело трусливого льва»                        | Артур Маркс          | Джонатан Латимер              | 8 апреля 1961    |
| 118                                           | 23         | «The Case of the Torrid Tapestry» «Дело о драгоценном гобелене»               | Джон Инглиш          | Боб Митчелл                   | 22 апреля 1961   |
| 119                                           | 24         | «The Case of the Violent Vest» «Дело о клетчатом жилете»                      | Льюис Аллен          | Роберт К. Деннис              | 29 апреля 1961   |
| 120                                           | 25         | «The Case of the Misguided Missile» «Дело об ошибке при запуске ракеты»       | Джон Пейсер          | Сол Стейн, Глен П. Вольф      | 6 мая 1961       |
| 121                                           | 26         | «The Case of the Duplicate Daughter» «Дело о двойнике дочери»                 | Артур Маркс          | Сэмюель Ньюман                | 20 мая 1961      |
| По одноимённой новелле Э. С. Гарднера (1960). |            |                                                                               |                      |                               |                  |
| 122                                           | 27         | «The Case of the Grumbling Grandfather» «Дело о ворчливом дедушке»            | Бернард Л. Ковальски | Джексон Джиллис               | 27 мая 1961      |
| 123                                           | 28         | «The Case of the Guilty Clients» «Дело о виновных клиентах»                   | Льюис Аллен          | Джонатан Латимер              | 10 июня 1961     |

### Сезон 5 (1961—1962)
| № общий                                                        | № в сезоне | Название                                                                      | Режиссёр             | Автор сценария              | Дата премьеры    |
| -------------------------------------------------------------- | ---------- | ----------------------------------------------------------------------------- | -------------------- | --------------------------- | ---------------- |
| 124                                                            | 1          | «The Case of the Jealous Journalist» «Дело ревнивого журналиста»              | Джон Инглиш          | Сэмюель Ньюман              | 2 сентября 1961  |
| 125                                                            | 2          | «The Case of the Impatient Partner» «Дело нетерпеливого компаньона»           | Артур Маркс          | Эдриан Гендот               | 16 сентября 1961 |
| 126                                                            | 3          | «The Case of the Missing Melody» «Дело о пропавшей мелодии»                   | Бернард Л. Ковальски | Джонатан Латимер            | 30 сентября 1961 |
| 127                                                            | 4          | «The Case of the Malicious Mariner» «Дело о моряке-злоумышленнике»            | Кристиан Найби       | Роберт Лесли Беллем         | 7 октября 1961   |
| 128                                                            | 5          | «The Case of the Crying Comedian» «Дело плачущего комедианта»                 | Артур Маркс          | Роберт К. Деннис            | 14 октября 1961  |
| 129                                                            | 6          | «The Case of the Meddling Medium» «Дело о назойливом медиуме»                 | Артур Маркс          | Сэмюель Ньюман              | 21 октября 1961  |
| 130                                                            | 7          | «The Case of the Pathetic Patient» «Дело о недовольном пациенте»              | Бернард Л. Ковальски | Морис Зимм                  | 28 октября 1961  |
| 131                                                            | 8          | «The Case of the Travelling Treasure» «Дело о странствующем сокровище»        | Артур Маркс          | Робб Уайт                   | 4 ноября 1961    |
| 132                                                            | 9          | «The Case of the Posthumous Painter» «Дело художника-самоубийцы»              | Бернард Л. Ковальски | Ричард Грей                 | 11 ноября 1961   |
| 133                                                            | 10         | «The Case of the Injured Innocent» «Дело несправедливо обвиненного»           | Бернард Л. Ковальски | Пол Франклин                | 18 ноября 1961   |
| 134                                                            | 11         | «The Case of the Left-Handed Liar» «Дело о бесчестном левше»                  | Джерри Хоппер        | Джонатан Латимер            | 25 ноября 1961   |
| 135                                                            | 12         | «The Case of the Brazen Bequest» «Дело о неприличном наследстве»              | Артур Маркс          | Роберт Лесли Беллем         | 2 декабря 1961   |
| 136                                                            | 13         | «The Case of the Renegade Refugee» «Дело о беглом предателе»                  | Бернард Л. Ковальски | Сэмюель Ньюман              | 9 декабря 1961   |
| 137                                                            | 14         | «The Case of the Unwelcome Bride» «Дело нежелательной невестки»               | Гилберт Л. Кей       | Хелен Нильсен               | 16 декабря 1961  |
| 138                                                            | 15         | «The Case of the Roving River» «Дело о блуждающей реке»                       | Джерри Хоппер        | Сэмюель Ньюман              | 30 декабря 1961  |
| 139                                                            | 16         | «The Case of the Shapely Shadow» «Дело о стройном силуэте»                    | Кристиан Найби       | Джексон Джиллис             | 6 января 1962    |
| По одноимённой новелле Э. С. Гарднера (1960).                  |            |                                                                               |                      |                             |                  |
| 140                                                            | 17         | «The Case of the Captain's Coins» «Дело о монетах капитана»                   | Артур Маркс          | Эдриан Гендот               | 13 января 1962   |
| 141                                                            | 18         | «The Case of the Tarnished Trademark» «Дело об опозоренной торговой марке»    | Джерри Хоппер        | Оливер Кроуфорд, Морис Зимм | 20 января 1962   |
| 142                                                            | 19         | «The Case of the Glamorous Ghost» «Дело о гламурном призраке»                 | Артур Маркс          | Сэмюель Ньюман              | 3 февраля 1962   |
| 143                                                            | 20         | «The Case of the Poison Pen-Pal» «Дело о ядовитой переписке»                  | Артур Маркс          | Морис Зимм                  | 10 февраля 1962  |
| 144                                                            | 21         | «The Case of the Mystified Miner» «Дело обманутого горняка»                   | Фрэнсис Д. Лион      | Джексон Джиллис             | 24 февраля 1962  |
| По новелле Э. С. Гарднера «Дело фальшивой старой девы» (1961). |            |                                                                               |                      |                             |                  |
| 145                                                            | 22         | «The Case of the Crippled Cougar» «Дело о раненой пуме»                       | Джесси Гиббс         | Боб Митчелл                 | 3 марта 1962     |
| 146                                                            | 23         | «The Case of the Absent Artist» «Дело об отсутствующем художнике»             | Артур Маркс          | Роберт К. Деннис            | 17 марта 1962    |
| 147                                                            | 24         | «The Case of the Melancholy Marksman» «Дело о мрачном стрелке»                | Джерри Хоппер        | Робб Уайт                   | 24 марта 1962    |
| 148                                                            | 25         | «The Case of the Angry Astronaut» «Дело озлобленного астронавта»              | Фрэнсис Д. Лион      | Сэмюель Ньюман              | 7 апреля 1962    |
| 149                                                            | 26         | «The Case of the Borrowed Baby» «Дело подброшенного младенца»                 | Артур Маркс          | Джонатан Латимер            | 14 апреля 1962   |
| 150                                                            | 27         | «The Case of the Counterfeit Crank» «Дело о ловкой фальсификации»             | Джерри Хоппер        | Роберт Лесли Беллем         | 28 апреля 1962   |
| 151                                                            | 28         | «The Case of the Ancient Romeo» «Дело древнего Ромео»                         | Артур Маркс          | Трю Бордман                 | 5 мая 1962       |
| 152                                                            | 29         | «The Case of the Promoter's Pillbox» «Дело о коробочке для пилюль промоутера» | Джесси Гиббс         | Питер Мартин                | 19 мая 1962      |
| 153                                                            | 30         | «The Case of the Lonely Eloper» «Дело одинокой беглянки»                      | Артур Маркс          | Роберт К. Деннис            | 26 мая 1962      |

### Сезон 6 (1962—1963)
| № общий | № в сезоне | Название                                                                     | Режиссёр        | Автор сценария                            | Дата премьеры    |
| --- | ---------- | ---------------------------------------------------------------------------- | --------------- | ----------------------------------------- | ---------------- |
| 154 | 1          | «The Case of the Bogus Books» «Дело о поддельных книгах»                     | Артур Маркс     | Джонатан Латимер                          | 27 сентября 1962 |
| 155 | 2          | «The Case of the Capricious Corpse» «Дело капризного трупа»                  | Артур Маркс     | Джонатан Латимер                          | 4 октября 1962   |
| 156 | 3          | «The Case of the Playboy Pugilist» «Дело боксёра-повесы»                     | Фрэнсис Д. Лион | Хелен Нильсен                             | 11 октября 1962  |
| 157 | 4          | «The Case of the Double-Entry Mind» «Дело о двойной бухгалтерии разума»      | Аллен Г. Минер  | Джексон Джиллис                           | 18 октября 1962  |
| 158 | 5          | «The Case of the Hateful Hero» «Дело ненавистного героя»                     | Джесси Гиббс    | Сэмюель Ньюман                            | 25 октября 1962  |
| 159 | 6          | «The Case of the Dodging Domino» «Дело о маскарадном костюме»                | Артур Маркс     | Чарльз Ланг                               | 1 ноября 1962    |
| 160 | 7          | «The Case of the Unsuitable Uncle» «Дело о неподходящем дяде»                | Фрэнсис Д. Лион | Роберт К. Деннис                          | 8 ноября 1962    |
| 161 | 8          | «The Case of the Stand-In Sister» «Дело о подменённой сестре»                | Аллен Г. Минер  | Роберт Лесли Беллем                       | 15 ноября 1962   |
| 162 | 9          | «The Case of the Weary Watchdog» «Дело уставшего сторожевого'»               | Джесси Гиббс    | Сэмюель Ньюман                            | 29 ноября 1962   |
| 163 | 10         | «The Case of the Lurid Letter» «Дело о дискредитирующем письме»              | Артур Маркс     | Джонатан Латимер                          | 6 декабря 1962   |
| На основе рассказа Хью Пентикоста «Человек с половиной лица». |            |                                                                              |                 |                                           |                  |
| 164 | 11         | «The Case of the Fickle Filly» «Дело о скаковой лошади»                      | Аллен Г. Минер  | Боб и Эстер Митчелл                       | 13 декабря 1962  |
| 165 | 12         | «The Case of the Polka Dot Pony» «Дело пони в горошек»                       | Джесси Гиббс    | Роберт К. Деннис                          | 20 декабря 1962  |
| 166 | 13         | «The Case of the Shoplifter's Shoe» «Дело о туфельке магазинной воровки»     | Артур Маркс     | Джексон Джиллис                           | 3 января 1963    |
| По одноимённой новелле Э. С. Гарднера (1938). Сару Брил обвиняют в убийстве Остина Калленса, торговца драгоценными камнями. Перри Мэйсон, адвокат миссис Брил, доказывает, что Калленс - мошенник, торгующий краденым. Перри уверен, что это обстоятельство поможет отыскать истинного преступника... |            |                                                                              |                 |                                           |                  |
| 167 | 14         | «The Case of the Bluffing Blast» «Дело о несостоявшемся взрыве»              | Аллен Г. Минер  | Сэмюель Ньюман                            | 10 января 1963   |
| 168 | 15         | «The Case of the Prankish Professor» «Дело профессора - любителя розыгрышей» | Джесси Гиббс    | Роберт К. Деннис                          | 17 января 1963   |
| 169 | 16         | «The Case of the Constant Doyle» «Дело Констант Дойл»                        | Аллен Г. Минер  | Джексон Джиллис                           | 31 января 1963   |
| В четырёх эпизодах подряд в момент, когда Рэймонд Бёрр, играющий в сериале Перри Мейсона, лежал в больнице, в серии включали актёров-звёзд того времени. В этом фильме «гостя-адвоката» сыграла Бетт Дейвис.                                                                                          |            |                                                                              |                 |                                           |                  |
| 170 | 17         | «The Case of the Libelous Locket» «Дело о подозрительном медальоне»          | Артур Маркс     | Джонатан Латимер                          | 7 февраля 1963   |
| Второй эпизод в отсутствии Рэймонда Бёрра. «Гостя-юриста» в этой серии играет Майкл Ренни. |            |                                                                              |                 |                                           |                  |
| 171 | 18         | «The Case of the Two-Faced Turn-A-Bout» «Дело о двуличном оборотне»          | Артур Маркс     | Сэмюель Ньюман                            | 14 февраля 1963  |
| Третий эпизод без Перри Мейсона. Хью О'Брайан одновременно играет две роли: адвоката защиты и убийцу. |            |                                                                              |                 |                                           |                  |
| 172 | 19         | «The Case of the Surplus Suitor» «Дело об излишке женихов»                   | Джесси Гиббс    | Ван Клив                                  | 28 февраля 1963  |
| Последний из четырёх эпизодов без участия Перри Мейсона. Роль «гостя-юриста» досталась Уолтеру Пиджону, который в 1940-х годах чуть было не озвучил роль Перри Мейсона в радиопостановке. |            |                                                                              |                 |                                           |                  |
| 173 | 20         | «The Case of the Golden Oranges» «Дело о золотых апельсинах»                 | Артур Маркс     | Джонатан Латимер                          | 7 марта 1963     |
| 174 | 21         | «The Case of the Lawful Lazarus» «Дело воскресшего Лазаря»                   | Джесси Гиббс    | Трю Бордман                               | 14 марта 1963    |
| 175 | 22         | «The Case of the Velvet Claws» «Дело о бархатных коготках»                   | Хармон Джоунс   | Джексон Джиллис                           | 21 марта 1963    |
| По одноимённой новелле Э. С. Гарднера (1933, первая книга автора). |            |                                                                              |                 |                                           |                  |
| 176 | 23         | «The Case of the Lover's Leap» «Дело утонувшего во имя любви»                | Артур Маркс     | Робб Уайт                                 | 4 апреля 1963    |
| 177 | 24         | «The Case of the Elusive Element» «Дело об ускользающем элементе»            | Хармон Джоунс   | Сэмюель Ньюман                            | 11 апреля 1963   |
| 178 | 25         | «The Case of the Greek Goddess» «Дело греческой богини»                      | Джесси Гиббс    | Артур Орлофф, Роберт Преснелл, Морис Зимм | 18 апреля 1963   |
| 179 | 26         | «The Case of the Skeleton's Closet» «Дело о шкафе скелета»                   | Артур Маркс     | Сэмюель Ньюман                            | 2 мая 1963       |
| 180 | 27         | «The Case of the Potted Planter» «Дело ревнивого цветовода»                  | Джесси Гиббс    | Роберт К. Деннис                          | 9 мая 1963       |
| 181 | 28         | «The Case of the Witless Witness» «Дело о неразумном свидетеле»              | Артур Маркс     | Сэмюель Ньюман, Маршалл Хутс              | 16 мая 1963      |

### Сезон 7 (1963—1964)
| № общий                                       | № в сезоне | Название                                                                           | Режиссёр     | Автор сценария                   | Дата премьеры    |
| --------------------------------------------- | ---------- | ---------------------------------------------------------------------------------- | ------------ | -------------------------------- | ---------------- |
| 182                                           | 1          | «The Case of the Nebulous Nephew» «Дело туманного племянника»                      | Артур Маркс  | Джонатан Латимер                 | 26 сентября 1963 |
| 183                                           | 2          | «The Case of the Shifty Shoe-Box» «Дело о блуждающей обувной коробке»              | Артур Маркс  | Джексон Джиллис                  | 3 октября 1963   |
| 184                                           | 3          | «The Case of the Drowsy Mosquito» «Дело о сонном моските»                          | Джесси Гиббс | Джонатан Латимер                 | 10 октября 1963  |
| По одноимённой новелле Э. С. Гарднера (1943). |            |                                                                                    |              |                                  |                  |
| 185                                           | 4          | «The Case of the Deadly Verdict» «Дело о смертном приговоре»                       | Джесси Гиббс | Джонатан Латимер                 | 17 октября 1963  |
| 186                                           | 5          | «The Case of the Decadent Dean» «Дело об убийстве заместителя директора»           | Эрл Беллами  | Джозеф П. Ламонт, Сэмюель Ньюман | 24 октября 1963  |
| 187                                           | 6          | «The Case of the Reluctant Model» «Дело об обманутой натурщице»                    | TBD          | TBD                              | 1963             |
| 188                                           | 7          | «The Case of the Bigamous Spouse» «Дело о двоеженце»                               | TBD          | TBD                              | 1963             |
| 189                                           | 8          | «The Case of the Floating Stones» «Дело о плавающих камнях»                        | TBD          | TBD                              | 1963             |
| 190                                           | 9          | «The Case of the Festive Felon» «Дело о жизнерадостном преступнике»                | TBD          | TBD                              | 1963             |
| 191                                           | 10         | «The Case of the Devious Delinquent» «Дело о заблудшем преступнике»                | TBD          | TBD                              | 1963             |
| 192                                           | 11         | «The Case of the Bouncing Boomerang» «Дело об эффекте бумеранга»                   | TBD          | TBD                              | 1963             |
| 193                                           | 12         | «The Case of the Badgered Brother» «Дело о нелюбимом брате»                        | TBD          | TBD                              | 1963             |
| 194                                           | 13         | «The Case of the Wednesday Woman» «Дело о визитах по средам»                       | TBD          | TBD                              | 1963             |
| 195                                           | 14         | «The Case of the Accosted Accountant» «Дело о замученном бухгалтере»               | TBD          | TBD                              | 1963             |
| 196                                           | 15         | «The Case of the Capering Camera» «Дело о нескромной камере»                       | TBD          | TBD                              | 1963             |
| 197                                           | 16         | «The Case of the Ice-Cold Hands» «Дело ледяных рук»                                | TBD          | TBD                              | 1963             |
| 198                                           | 17         | «The Case of the Bountiful Beauty» «Дело роскошной красавицы»                      | TBD          | TBD                              | 1963             |
| 199                                           | 18         | «The Case of the Nervous Neighbor» «Дело нервного соседа»                          | TBD          | TBD                              | 1963             |
| 200                                           | 19         | «The Case of the Fifty Millionth Frenchman» «Дело о пятидесятимиллионном французе» | TBD          | TBD                              | 1963             |
| 201                                           | 20         | «The Case of the Frightened Fisherman» «Дело о напуганном рыбаке»                  | TBD          | TBD                              | 1964             |
| 202                                           | 21         | «The Case of the Arrogant Arsonist» «Дело о самонадеянном поджигателе»             | TBD          | TBD                              | 1964             |
| 203                                           | 22         | «The Case of the Garrulous Go-Between» «Дело о многословном посреднике»            | TBD          | TBD                              | 1964             |
| 204                                           | 23         | «The Case of the Woeful Widower» «Дело о печальном вдовце»                         | TBD          | TBD                              | 1964             |
| 205                                           | 24         | «The Case of the Simple Simon» «Дело о простофиле Саймоне»                         | TBD          | TBD                              | 1964             |
| 206                                           | 25         | «The Case of the Illicit Illusion» «Дело о незаконных галлюцинациях»               | TBD          | TBD                              | 1964             |
| 207                                           | 26         | «The Case of the Antic Angel» «Дело о корыстном ангеле»                            | TBD          | TBD                              | 1964             |
| 208                                           | 27         | «The Case of the Careless Kidnapper» «Дело легкомысленного похитителя»             | TBD          | TBD                              | 1964             |
| 209                                           | 28         | «The Case of the Drifting Dropout» «Дело неудавшегося искателя приключений»        | TBD          | TBD                              | 1964             |
| 210                                           | 29         | «The Case of the Tandem Target» «Дело о ложной мишени»                             | TBD          | TBD                              | 1964             |
| 211                                           | 30         | «The Case of the Ugly Duckling» «Дело о гадком утёнке»                             | TBD          | TBD                              | 1964             |

### Сезон 8 (1964—1965)
| № общий | № в сезоне | Название                                                                                        | Режиссёр | Автор сценария | Дата премьеры |
| ------- | ---------- | ----------------------------------------------------------------------------------------------- | -------- | -------------- | ------------- |
| 212     | 1          | «The Case of the Missing Button» «Дело о пропавшей пуговке»                                     | TBD      | TBD            | 1964          |
| 213     | 2          | «The Case of the Paper Bullets» «Дело о бумажных пулях»                                         | TBD      | TBD            | 1964          |
| 214     | 3          | «The Case of the Scandalous Sculptor» «Дело о скандальном скульпторе»                           | TBD      | TBD            | 1964          |
| 215     | 4          | «The Case of the Sleepy Slayer» «Дело спящей убийцы»                                            | TBD      | TBD            | 1964          |
| 216     | 5          | «The Case of the Betrayed Bride» «Дело обманутой новобрачной»                                   | TBD      | TBD            | 1964          |
| 217     | 6          | «The Case of the Nautical Knot» «Дело о морском узле»                                           | TBD      | TBD            | 1964          |
| 218     | 7          | «The Case of the Bullied Bowler» «Дело о запуганном игроке в боулинг»                           | TBD      | TBD            | 1964          |
| 219     | 8          | «The Case of the Place Called Midnight» «Дело о местечке под названием Полночь»                 | TBD      | TBD            | 1964          |
| 220     | 9          | «The Case of the Tragic Trophy» «Дело о трагическом призе»                                      | TBD      | TBD            | 1964          |
| 221     | 10         | «The Case of the Reckless Rockhound» «Дело об опрометчивом искателе алмазов»                    | TBD      | TBD            | 1964          |
| 222     | 11         | «The Case of the Latent Lover» «Дело о тайном возлюбленном»                                     | TBD      | TBD            | 1964          |
| 223     | 12         | «The Case of the Wooden Nickels» «Дело о деревянных монетах»                                    | TBD      | TBD            | 1964          |
| 224     | 13         | «The Case of the Blonde Bonanza» «Дело о белокурой удаче»                                       | TBD      | TBD            | 1964          |
| 225     | 14         | «The Case of the Ruinous Road» «Дело о гиблой дороге»                                           | TBD      | TBD            | 1964          |
| 226     | 15         | «The Case of the Frustrated Folk Singer» «Дело о несостоявшейся исполнительнице народных песен» | TBD      | TBD            | 1964          |
| 227     | 16         | «The Case of the Thermal Thief» «Дело двуличного вора»                                          | TBD      | TBD            | 1964          |
| 228     | 17         | «The Case of the Golden Venom» «Дело о золотистом змеином яде»                                  | TBD      | TBD            | 1964          |
| 229     | 18         | «The Case of the Telltale Tap» «Дело о телефонной прослушке»                                    | TBD      | TBD            | 1964          |
| 230     | 19         | «The Case of the Feather Cloak» «Дело о перьевом плаще»                                         | TBD      | TBD            | 1965          |
| 231     | 20         | «The Case of the Lover's Gamble» «Дело об азартном любовнике»                                   | TBD      | TBD            | 1965          |
| 232     | 21         | «The Case of the Fatal Fetish» «Страсть со смертельным исходом»                                 | TBD      | TBD            | 1965          |
| 233     | 22         | «The Case of the Sad Sicilian» «Дело о сицилийце»                                               | TBD      | TBD            | 1965          |
| 234     | 23         | «The Case of the Murderous Mermaid» «Дело русалки-убийцы»                                       | TBD      | TBD            | 1965          |
| 235     | 24         | «The Case of the Careless Kitten» «Дело о неосторожном котёнке»                                 | TBD      | TBD            | 1965          |
| 236     | 25         | «The Case of the Deadly Debt» «Дело о смертельном долге»                                        | TBD      | TBD            | 1965          |
| 237     | 26         | «The Case of the Gambling Lady» «Дело о любительнице азартных игр»                              | TBD      | TBD            | 1965          |
| 238     | 27         | «The Case of the Duplicate Case» «Дело о подмене дипломата»                                     | TBD      | TBD            | 1965          |
| 239     | 28         | «The Case of the Grinning Gorilla» «Дело о весёлой горилле»                                     | TBD      | TBD            | 1965          |
| 240     | 29         | «The Case of the Wrongful Writ» «Дело о неправомочном суде»                                     | TBD      | TBD            | 1965          |
| 241     | 30         | «The Case of the Mischievous Doll» «Дело о взбалмошной кукле»                                   | TBD      | TBD            | 1965          |

### Сезон 9 (1965—1966)
| № общий | № в сезоне | Название                                                                 | Режиссёр | Автор сценария | Дата премьеры |
| ------- | ---------- | ------------------------------------------------------------------------ | -------- | -------------- | ------------- |
| 242     | 1          | «The Case of the Laughing Lady» «Дело о смеющейся даме»                  | TBA      | TBA            | TBA           |
| 243     | 2          | «The Case of the Fatal Fortune» «Дело о злом роке»                       | TBA      | TBA            | TBA           |
| 244     | 3          | «The Case of the Candy Queen» «Дело о королеве конфет»                   | TBA      | TBA            | TBA           |
| 245     | 4          | «The Case of the Cheating Chancellor» «Дело о ректоре-обманщике»         | TBA      | TBA            | TBA           |
| 246     | 5          | «The Case of the Impetuous Imp» «Дело пылкого сорванца»                  | TBA      | TBA            | TBA           |
| 247     | 6          | «The Case of the Carefree Coronary» «Дело о мнимом инфаркте»             | TBA      | TBA            | TBA           |
| 248     | 7          | «The Case of the Hasty Honeymooner» «Дело торопливого молодожёна»        | TBA      | TBA            | TBA           |
| 249     | 8          | «The Case of the 12th Wildcat» «Дело о 12ом диком коте»                  | TBA      | TBA            | TBA           |
| 250     | 9          | «The Case of the Wrathful Wraith» «Дело о разгневанном призраке»         | TBA      | TBA            | TBA           |
| 251     | 10         | «The Case of the Runaway Racer» «Дело о сбежавшем гонщике»               | TBA      | TBA            | TBA           |
| 252     | 11         | «The Case of the Silent Six» «Дело о шести, которые молчали»             | TBA      | TBA            | TBA           |
| 253     | 12         | «The Case of the Fugitive Fraulein» «Дело о сбежавшей фроляйн»           | TBA      | TBA            | TBA           |
| 254     | 13         | «The Case of the Baffling Bug» «Дело о коварном жучке»                   | TBA      | TBA            | TBA           |
| 255     | 14         | «The Case of the Golden Girls» «Дело о золотых девочках»                 | TBA      | TBA            | TBA           |
| 256     | 15         | «The Case of the Bogus Buccaneers» «Дело о фальшивых пиратах»            | TBA      | TBA            | TBA           |
| 257     | 16         | «The Case of the Midnight Howler» «Дело о полуночной ошибке»             | TBA      | TBA            | TBA           |
| 258     | 17         | «The Case of the Vanishing Victim» «Дело исчезающей жертвы»              | TBA      | TBA            | TBA           |
| 259     | 18         | «The Case of the Golfer's Gambit» «Дело о гамбите игрока в гольф»        | TBA      | TBA            | TBA           |
| 260     | 19         | «The Case of the Sausalito Sunrise» «Дело о картине "Восход в Сасолито"» | TBA      | TBA            | TBA           |
| 261     | 20         | «The Case of the Scarlet Scandal» «Скандал в кровавых тонах»             | TBA      | TBA            | TBA           |
| 262     | 21         | «The Case of the Twice-Told Twist» «Дело современного Оливера Твиста»    | TBA      | TBA            | TBA           |
| 263     | 22         | «The Case of the Avenging Angel» «Дело ангела мщения»                    | TBA      | TBA            | TBA           |
| 264     | 23         | «The Case of the Tsarina's Tiara» «Дело о царской тиаре»                 | TBA      | TBA            | TBA           |
| 265     | 24         | «The Case of the Fanciful Frail» «Дело о девушке с фантазией»            | TBA      | TBA            | TBA           |
| 266     | 25         | «The Case of the Unwelcome Well» «Дело о нежелательной скважине»         | TBA      | TBA            | TBA           |
| 267     | 26         | «The Case of the Dead Ringer» «Дело о двойнике»                          | TBA      | TBA            | TBA           |
| 268     | 27         | «The Case of the Misguided Model» «Дело запутавшейся модели»             | TBA      | TBA            | TBA           |
| 269     | 28         | «The Case of the Positive Negative» «Дело о спрятанном негативе»         | TBA      | TBA            | TBA           |
| 270     | 29         | «The Case of the Crafty Kidnapper» «Дело об умелом похитителе»           | TBA      | TBA            | TBA           |
| 271     | 30         | «The Case of the Final Fade-Out» «Дело о нескольких пропущенных кадрах»  | TBA      | TBA            | TBA           |